# Цупер (деревня)
Цупер (бел. Цупер) — деревня в Майском сельсовете Жлобинского района Гомельской области Белоруссии.
На севере и западе граничит с лесом.

## География

### Расположение
В 11 км на северо-восток от районного центра и железнодорожной станции Жлобин, 104 км от Гомеля.

## Гидрография
На реке Цуперка (приток реки Днепр).

## Транспортная сеть
Транспортные связи по просёлочной, а затем автомобильной дороге Бобруйск — Гомель. Планировка состоит из короткой прямолинейной, широтной улицы, застроенной неплотно деревянными усадьбами.

## История
По письменным источникам известна с XIX века как деревня в Городецкой волости Рогачёвского уезда Могилёвской губернии. Согласно ревизии 1858 года во владении помещика Турчанинова, который купил деревню в 1857 году у помещика Малиновского. С 1880 года действовали мельница, хлебозапасный магазин. Согласно переписи 1897 года находились школа грамоты, хлебозапасный магазин, мельница, 2 кузницы. После 1909 года разделилась на две деревни: Старый Цупер и Новый Цупер, но в начале 1920-х годов они опять объединены в один населённый пункт.
В 1934 году организован колхоз. Во время Великой Отечественной войны в ноябре 1943 года оккупанты сожгли 73 двора и убили 70 жителей. Освобождена 24 февраля 1944 года. На фронтах и в партизанской борьбе погибли 80 жителей, в память о погибших в 1967 году на южной окраине установлена скульптура солдата. Согласно переписи 1959 года в составе колхоза «Ленинец» (центр — деревня Антоновка). Находится санаторий «Пралеска»("Подснежник" - рус.).

## Население

### Численность
- 2004 год — 21 хозяйство, 39 жителей.

### Динамика
- 1858 год — 22 двора, 175 жителей.
- 1897 год — 58 дворов, 339 жителей (согласно переписи).
- 1909 год — 65 дворов, 467 жителей.
- 1925 год — 80 дворов.
- 1940 год — 292 жителя.
- 1959 год — 179 жителей (согласно переписи).
- 2004 год — 21 хозяйство, 39 жителей.

## Известные уроженцы
- М. П. Скриганов — контр-адмирал.